# Phtheirospermum tenuisectum
Phtheirospermum tenuisectum là loài thực vật có hoa thuộc họ Cỏ chổi. Loài này được Bureau & Franch. miêu tả khoa học đầu tiên năm 1891.